# Episimus mahiana
Episimus mahiana is een vlinder uit de familie van de bladrollers (Tortricidae). De wetenschappelijke naam van de soort is voor het eerst gepubliceerd in 1875 door Cajetan Freiherr von Felder, Rudolf Felder en Alois Friedrich Rogenhofer als Paedisca mahiana.
De soort komt voor in Brazilië tot een hoogte van ongeveer 800 meter.